# Werbellinsee
Werbellinsee – jezioro w północno-wschodnich Niemczech, w Brandenburgii, w powiecie Barnim, położone pośród lasów, na terenie rezerwatu biosfery Schorfheide-Chorin.
Powierzchnia jeziora wynosi 8,0 km², głębokość maksymalna 51 m. Lustro wody znajduje się na wysokości 43 m n.p.m. Kanał Werbellinkanal łączy jezioro z kanałami Odra-Hawela i Finowkanal.
Na zachodnim brzegu jeziora mieściła się rezydencja władz NRD z 1847 Zameczek Myśliwski Hubertusstock (Jagdschloss Gästehaus der Deutschen Demokratischen Republik, Hubertusstock).
Na wschodnim brzegu jeziora w czasach NRD, w latach 1952–1989 działał obóz pionierski Pionierrepublik Wilhelm Pieck, który na przestrzeni lat odwiedziło ok. 400 000 dzieci.